# Беспорядки в Синалоа (2023)
5 января 2023 года Овидио Гусман Лопес, сын наркобарона Хоакина «Эль Чапо» Гусмана и высокопоставленный член картеля Синалоа, был задержан властями в районе Хесус Мария города Кульякан, Синалоа, Мексика.
После ареста консульство США в Эрмосильо сообщило, что оно получило сообщения о перестрелках, блокпостах и пожарах в городах Кульякан, Лос-Мочис и Гуасаве. Консульство подтвердило высочайший уровень рекомендаций Государственного департамента США относительно поездок в Синалоа. Губернатор Синалоа Рубен Роша Мойя призвал население оставаться на местах.
Беспорядки привели к закрытию международного аэропорта Кульякана, когда в аэропорту находились два самолёта; один пассажир, клиент Aeroméxico, и ещё один солдат были застрелены. Сообщалось также о стрельбе на трассе. Aeroméxico также перенаправила самолёты из других региональных аэропортов Синалоа. Сообщалось о нападениях на два грузовика на шоссе 15 в соседнем штате Сонора, что побудило Aeroméxico также отменить рейсы из международного аэропорта Сьюдад-Обрегон.
Сообщалось о мародерстве в некоторых частях Кульякана, и многие предприятия и банки объявили о временном закрытии по всему штату. Журналисты в этом районе сообщили о многочисленных кражах автомобилей и требованиях ключей от машин.
Во время беспорядков погибли десять солдат и 19 боевиков. Среди жертв были полковник пехоты и четверо его телохранителей, которые попали в засаду и были убиты членами картеля в Эскуинапе, Синалоа.